# Macchi C.205 Veltro
Macchi C.205 (còn được gọi là MC.205, "MC" có nghĩa là "Macchi Castoldi") Veltro (tiếng Ý: Chó săn) là một loại máy bay tiêm kích trong Chiến tranh thế giới II của Ý, do hãng Aeronautica Macchi chế tạo. Cùng với Reggiane Re.2005 và Fiat G.55, Macchi C.205 là một trong 3 mẫu máy bay tiêm kích "Serie 5" của Ý, được lắp động cơ Daimler-Benz DB 605. C.205 là một phát triển của C.202 Folgore. Với vận tốc tối đa đạt 400 mph và trang bị 2 khẩu pháo 20 mm cũng như súng máy Breda 12.7 mm,Macchi C.205 Veltro được đánh giá cao bởi phi công Đức cũng như quân Đồng minh. Người ta đánh giá C.205 là mẫu máy bay tốt nhất của Ý trong Chiến tranh Thế giới II, trong chiến đấu nó được coi là một mẫu máy bay cực kỳ hiệu quả, đã phá hủy một số lượng lớn máy bay ném bom của quân Đồng minh và có khả năng không chiến ngang ngửa với loại tiêm kích nổi tiếng của Mỹ là North American P-51D Mustang, do đó không quân Đức đã sử dụng một số máy bay C.205 để trang bị cho một Gruppe của mình.
Nhưng, dù C.205 có thể có tốc độ và khả năng cơ động tốt hơn các loại tiêm kích đối thủ của quân Đồng minh, nhưng nó lại chỉ được đưa vào trang bị lúc chiến tranh đang đi tới hồi cuối. Hơn nữa, do khả năng yếu kém của ngành công nghiệp Ý vào thời điểm đó, chỉ có một số lượng nhỏ được giao cho không quân trước khi chiến tranh kết thúc. Giống như máy bay Spitfire, việc chế tạo Veltro khá chậm. Phi công Át nhiều chiến công nhất của Ý là Adriano Visconti, đã ghi được 11 chiến công trong tổng số 26 chiến công của mình chỉ trong vài tuần khi ông lái Veltro, ngoài ra với số điểm cao nhất 205 phi công Luigi Gorrini được mệnh danh là Sergente Maggiore pilota đã bắn hạ 14 máy bay của đối phương và làm hư hại 6 chiếc khác khi lái C.205.

## Biến thể
M.C.205
Một mẫu thử trang bị 2 khẩu 12,7 mm (0.5 in) à 2 khẩu 7,7 mm (0.303 in).
M.C.205V
Phiên bản sản xuất.
M.C.205S
Tiêm kích hộ tống tầm xa; 18 chiếc từ phiên bản 205V được hoán cải sang phiên bản này.
M.C.205N
Mẫu đề xuất với động cơ DB 605.
M.C.205N-1
Mẫu thử tiêm kích đánh chặn tầng cao. Trang bị 4 khẩu 12,7 mm (0.5 in) và 1 khẩu pháo 20 mm.
M.C.205N-2 Orione
Mẫu thử tiêm kích đánh chặn tầng cao. Trang bị 3 khẩu pháo 20 mm và 2 khẩu 12,7 mm (0.5 in).
M.C.206
Vũ trang tương tự như phiên bản C.205N/1.
M.C.207
Trang bị động cơ Daimler-Benz DB 603.

## Quốc gia sử dụng

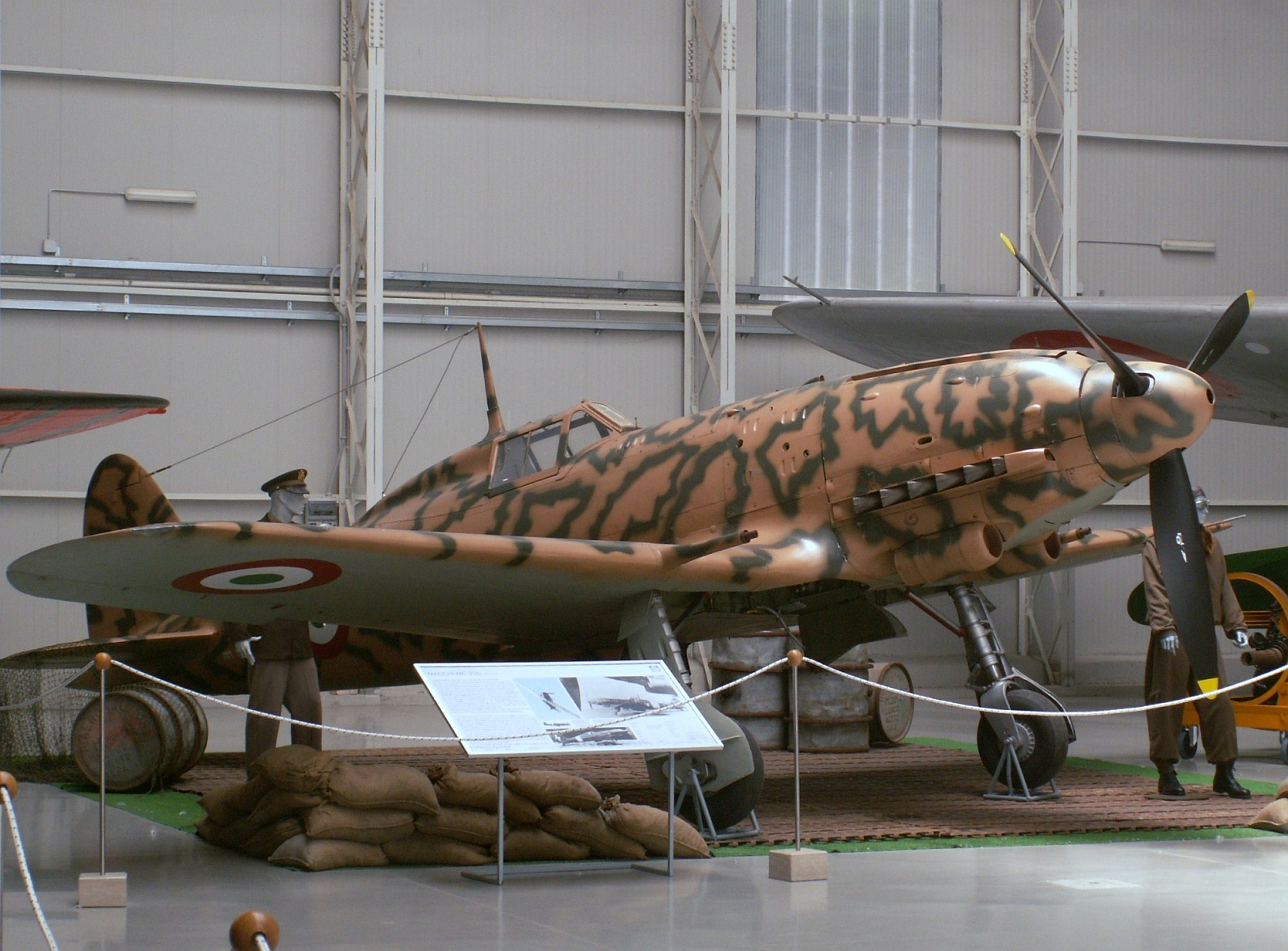
Macchi C.205 tại Vigna di Valle

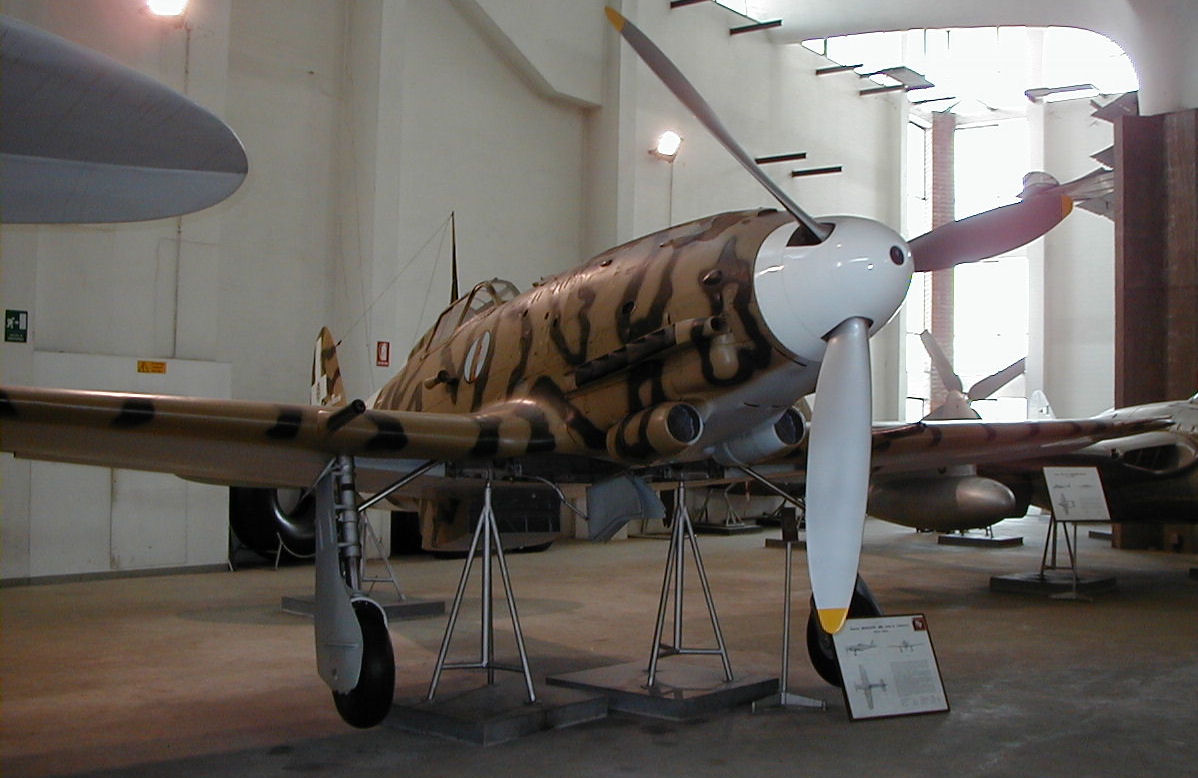
Macchi M.C.205V Veltro (Greyhound)

NDH
- Zrakoplovstvo Nezavisne Države Hrvatske có 4 chiếc.

 Egypt
- Không quân Hoàng gia Ai Cập
  - Phi đoàn số 2 REAF

 Đức
- Luftwaffe
  - II/JG 77 sử dụng 25 chiếc.

 Ý
- Regia Aeronautica

 Italian Social Republic
- Aeronautica Nazionale Repubblicana có 101 chiếc.

## Tính năng kỹ chiến thuật (C.205V)
The Great Book of Fighters

### Đặc điểm riêng
- Tổ lái: 1
- Chiều dài: 8,85 m (29 ft 0 in)
- Sải cánh: 10,58 m (34 ft 9 in)
- Chiều cao: 3,05 m (10 ft 0 in)
- Diện tích cánh: 16,80 m² (180,8 ft²)
- Trọng lượng rỗng: 2.581 kg (5.690 lb)
- Trọng lượng có tải: 3.408 kg (7.513 lb)
- Trọng lượng cất cánh tối đa: 3.900 kg (8.600 lb)
- Động cơ: 1 × Fiat RA.1050 R.C.58 Tifone, 1.475 hp (1.100 kW)

### Hiệu suất bay
- Vận tốc cực đại: 640 km/h (345 kn, 400 mph)
- Tầm bay: 950 km (515 nmi, 590 mi)
- Trần bay: 11.500 m (37.730 ft)
- Lực nâng của cánh: 202,9 kg/m² (41,55 lb/ft²)

### Vũ khí
- 2 khẩu súng máy 12,7 mm (.5 in) Breda-SAFAT
- 2 khẩu pháo MG 151 20 mm
- 2 quả bom 160 kg (350 lb)